# Sastanak u Karađorđevu
Sastanak u Karađorđevu, kod vojvođanskog grada Bačka Palanka u Srbiji, bio je sastanak između predsjednika RH Franje Tuđmana i srbijanskog predsjednika  Slobodana Miloševića o situaciji u Jugoslaviji. Taj sastanak postao je jednim od najrazvikanijih političkih mitova u postjugoslavenskoj povijesti. Rabili su ga gotovo svi Tuđmanovi politički protivnici i većina Miloševićevih u: Hrvatskoj, u Srbiji, Bosni i Hercegovini, kao i u svijetu.

## Medijska pratnja
Sarajevski list "Oslobođenje" sastanak naziva "tajnim" iako je Tanjug informaciju objavio istoga dana, odmah nakon sastanka. Sastanak je od političke oporbe i dijela medija proglašavan "tajnim" kako bi mu se oduzeo svaki legitimitet zastupanja nacionalnih interesa. Prikazalo ga se sumnjivim. Britanski BBC javio je da su dvojica predsjednika "tražila trajnija rješenja, uz uvažavanja povijesnih interesa obaju naroda". Američki list "Timing" je takođe pisao o dogovoru dvaju predsjednika o podjeli BiH. 

## Teme razgovora
Točne teme razgovora nikad nisu do kraja obznanjene u javnosti te su i danas tajna. Srpski, te većina hrvatskih političara, inzistiraju kako nije postojao nikakav (čvrsti) dogovor. Bošnjački pak političari mahom optužuju da su dvojica vođa tom prilikom dogovarali podjelu teritorija BiH.
Oni koji inzistiraju na postojanju "dogovora" tvrde kako je Milošević na tim pregovorima zahtijevao sve teritorije na kojima su Srbi imali većinu. To je uključivalo npr. istočnu i zapadnu BiH. Po toj logici bi Tuđman i njegovo vodstvo osigurali dio BiH za Hrvate. Taj se dio prvenstveno odnosio na zapadnu Hercegovinu gdje su Hrvati imali apsolutnu većinu. Između takve proširene Hrvatske i proširene Srbije bi trebala biti mala muslimanska državica.
Oni koji negiraju postojanje dogovora ističu činjenicu da nije bilo nikakvog pisanog dokumenta o tom sastanku. Hrvoje Šarinić, savjetnik Franje Tuđmana za vanjske poslove, koji je ujedno bio nazočan tom sastanku, izričito je u više navrata porekao postojanje bilo kakvog dogovora koji bi vodio podjeli Bosne i Hercegovine s Miloševićem.
Bez obzira je li bio postignut ikakav dogovor između Franje Tuđmana i Miloševića pregovori su se održavali u ožujku 1991. U to doba Jugoslavija je de iure još postojala (25. lipnja 1991. Slovenija proglašava neovisnost i upada u kratki 10-dnevni rat). Dodatna zavrzlama u cijeloj toj priči jest politika RH i predsjednika Tuđmana prema Bosni i Hercegovini koja nikad nije bila do kraja određena i jasna. Uključivala je uvijek Tuđmanovu želju za pripojenjem dijelova BiH s hrvatskom većinom u slučaju raspada te države. Zbog međuetničkih napetosti u BiH raspad je bio opasno blizu.
Dokazi za dogovoreni rat i podjelu Bosnu i Hercegovine ne postoje, a i zdrav razum nameće sljedeće pitanje: Ako su se dogovorili, zašto je došlo uopće do agresije na Hrvatsku? Dogovor bi upravo to isključio, te podrazumijevao skupno djelovanje Hrvatske i Srbije protiv Bosne i Hercegovine. Uostalom, Hrvatska tada, u ožujku 1991. godine, Miloševiću uopće ne bi mogla predstavljati ravnopravnog partnera za razgovor o pothvatu takvih razmjera, zbog toga je bilo kakva mogućnost dogovora iskljuĉena. Kao najvažnije se mora napomenuti da je tadašnji plan srpskog vrha bio okupacija cijele BiH, kao i dvije trećine Hrvatske, što navodni dogovor o podjeli BiH između Hrvatske i Srbije čini apsurdnim.
Ako je postojao bilo kakav čvrsti dogovor o podjeli BiH brzo je napušten nakon što je Milošević izigrao Tuđmana pomažući etničko čišćenje Hrvata od strane Srba u tzv. Krajini i Istočnoj Slavoniji te teškim napadima na područje u okolici Dubrovnika. Svi dokazi o navodnom "dogovoru" potječu iz glasina i tračeva osoba koje nisu bile nazočne sastanku.
Nasuprot tome, činjenice govore nešto sasvim drugačije o odnosu Hrvatske prema BiH, tako su i visoki međunarodni diplomati, koji su vodili pregovore u rješavanju bosanskohercegovaĉke krize, kao na primjer Jose Cutilheiro i lord Peter Carrington, morali priznati da je u odnosu na suradnju s međunarodnom zajednicom, hrvatska strana najkonstruktivnija, te da prihvaća sve ponuđene planove međunarodne zajednice za Bosnu i Hercegovinu.
Tzv. "dogovor u Karađorđevu" postao je dogma vjernicima u socijalističku Jugoslaviju i utemeljiteljski mit konvertitima iz komunističkog totalitarizma u liberalnu demokraciju.

## Povijesni kontekst sastanka u Karađorđevu
Jugoslavenskim komunističkim dogmatičarima bilo je odbojno pregovarati s prestavnicima novoizabranih hrvatskih vlasti, a posebno teško s Franjom Tuđmanom koji je u jugoslavenskoj javnosti prikazivan kao protukomunist i nacionalist. Franjo Tuđman zatražio je, 24. kolovoza 1990., u doba početka velikosrpske pobune u Hrvatskoj, sastanak sa Slobodanom Miloševićom. Tijekom siječnja 1991. i ožujka 1991. održan je krug sastanaka Predsjedništva SFRJ odnosno bilateralnih susreta. Razgovaralo se o viđenju političke budućnosti bivše države.
24. siječnja 1991. održan je sastanak Miloševića i slovenskog predsjednika Predsjedništva Milana Kučana gdje je praktično "dogovoren", "usuglašen", "prihvaćen" raspad Jugoslavije kroz odlazak Slovenije uz pravo Srba "da žive u jednoj državi". 14. kolovoza 1991. taj je sporazum potvrdio predsjednik Slovenskog državnog zbora Franc Bučar i Dimitrij Rupel s Miloševićevim povjerenikom Dobricem Ćosićem.
Hrvatska nije htjela ostati u Jugoslaviji bez Slovenije i morala je slijediti tempo izdvajanja koji je Slovenija postavila. Tuđman je tada zagovarao nepromjenjivost republičkih (avnojskih) granica, a kao odgovor na tezu o "pravu naroda" isticao je tada da će u tom slučaju i Hrvatska tražiti teritorije na kojima žive Hrvati. Nakon dogovora Kučana i Miloševića "savez zapadnih republika" prestao je postojati, a Hrvatska se našla sama nasuprot tzv. "Srpskom bloku". Taj dogovor i Izetbegovićeva kolebljivost primorali su Tuđmana da odustane od politike "saveza suverenih država"...